# 回向
回向（廻向、えこう、梵: Pariṇāmanā, パリナーマナー）とは「転回する」「変化する」「進む」などの意、その漢訳である｢回向｣は、｢回｣は回転（えてん）、｢向｣は趣向（しゅこう）の意であり、自分自身の積み重ねた善根・功徳を相手にふりむけて与えること。
自分の修めた善行の結果が他に向って回（めぐ）らされて所期の期待を満足することをいう。寺院や僧侶に読経をたのむときに、｢廻向料｣などと表書きするのは、この理由による。
上座部仏教においては、十福業事のひとつである。

## 大乗仏教において
善行の報いは本来自分に還るはずだが、大乗仏教においては一切皆空であるから、報いを他に転回することが可能となる。善行の結果を人々のためになるよう期待し、それを果すのを｢衆生回向｣といい、善行の結果を仏果の完成に期待するならば、それを果すことは仏道への回向である。
回向の心をもって修行する段階を十に分け｢十回向位｣とし、悟りへの重要な修行過程とする。自己の善根を仏果に向け、自我への執着を除去しようとする。｢善根｣は常に自ら以外の方向に振り向けられて｢功徳｣となり、我執が除去される。ここに回向の必然性がある。善根が積み重ねられて仏となるのではなく、すべての善根は回向されることに意味がある。
回向には、一般に(1)菩提回向 (2)衆生回向 (3)実際回向の三種を説く。それぞれ菩提を趣向し、衆生に功徳を回施し、無為涅槃の趣求にふりむけるとする。
世親（天親）は、「礼拝、讃歎、観察、作願、回向」と五念門を説き、往生浄土のための行の中、自ら修めた諸功徳をすべての衆生に回向して、ともに浄土に往生して仏となることを重要な項目としてあげている。

### 往還回向
曇鸞は、『浄土論註』巻下において、｢往相（おうそう）｣、｢還相（げんそう）｣の二種の回向があると説いた。
- ｢往相回向｣とは、「往生浄土の相状」の略で、自分の善行功徳を他のものにめぐらして、他のものの功徳として、ともに浄土に往生しようとの願いをもととして説かれる。
- ｢還相回向｣とは「還来穢国の相状」の略で、浄土へ往生したものを、再びこの世で衆生を救うために還り来たらしめようとの願いを言う。この利他のはたらきも、阿弥陀仏の本願力の回向による。

浄土真宗においては、親鸞の｢末法の衆生は、回向すべき善行を完遂（かんすい）しえない。｣という自己反省によって、法を仰ぎ、法の力を受け取ろうとする。
浄土への往生（往相）も、阿弥陀仏の本願力によるのであって、阿弥陀仏がたてて完成した万徳具備の名号のはたらきによるとして、名号を回向されるという。
よって往相・還相ともに阿弥陀仏の本願力として、仏の側から衆生に功徳が回向されるものとする。これを｢他力回向｣という。
具体的には、江戸時代讃岐の庄松という妙好人が「私が捨てた念仏を喜んで拾う者がいる」と言うように、称名の声を聞いた時に、浄土からこの我々に働きかけているすがたと感じて、それに応えて称名をする姿を言う。

### 回向文 （普廻向）
｢回向文｣は、｢回向偈｣ともいい、勤行・法要などの終わりに称える偈文をいう。仏事を行った功徳を己だけのものにすることなく、広く有縁の人々あるいは一切有情に回向するために読誦される。この意味で、寺や各家々で行われる仏事は、その故人のためだけではなく、縁ある者すべて、あるいは一切有情に向けて回向する。この回向は、「普廻向」(ふえこう)と称する場合もある。
偈文は宗旨によって異なる。
- 「願以此功徳 普及於一切 我等与衆生 皆共成仏道」 - 『妙法蓮華経』巻第三｢化城喩品第七｣ 鳩摩羅什訳（『大正新脩大蔵経』第9巻 P24。）
- 「願以此功徳 平等施一切 同発菩提心 往生安楽国」 - 『観無量寿経疏』｢観経玄義分 巻第一｣ 善導撰述（『大正新脩大蔵経』第37巻 P246。）
  - 浄土教系諸宗においては、浄土三部経を正依の経典としているため、後者が用いられる。また浄土真宗では、「此功徳」を阿弥陀仏の功徳とする。